# Чанаккале (ільче)
Чанаккале (тур. Çanakkale) — центральний (merkez) ільче (округ) у складі ілу Чанаккале на заході Туреччини. Адміністративний центр — місто Чанаккале.

## Склад
До складу ільче (округу) входить 3 буджаки (райони) та 54 населених пункти (4 міста та 50 сіл):
| Поселення | Площа, км² | Населення, осіб (2011) | Центр    | Населені пункти |
| --------- | ---------- | ---------------------- | -------- | --------------- |
| Інтепе    | -          | 7646                   | Єренкьой | 13              |
| Кіразли   | -          | 1037                   | Кіразли  | 12              |
| Чанаккале | -          | 126509                 | Шамли    | 29              |

### Найбільші населені пункти
| №  | Населений пункт | Населення, осіб (2011) |
| -- | --------------- | ---------------------- |
| 1  | Чанаккале       | 104 321                |
| 2  | Кепез           | 13 887                 |
| 3  | Єренкьой        | 1 651                  |
| 4  | Кумкале         | 1 357                  |
| 5  | Ишиклар         | 1 291                  |
| 6  | Гюзельяли       | 925                    |
| 7  | Чинарли         | 921                    |
| 8  | Акчапинар       | 616                    |
| 9  | Гьокчали        | 600                    |
| 10 | Тевфікіє        | 567                    |